# Vindrutetorkare

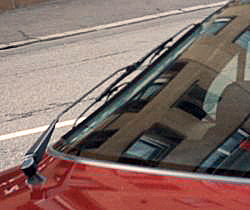
Vindrutetorkare på bil

En rörlig skiss som visar hur mekanismen fungerar för vindrutetorkare

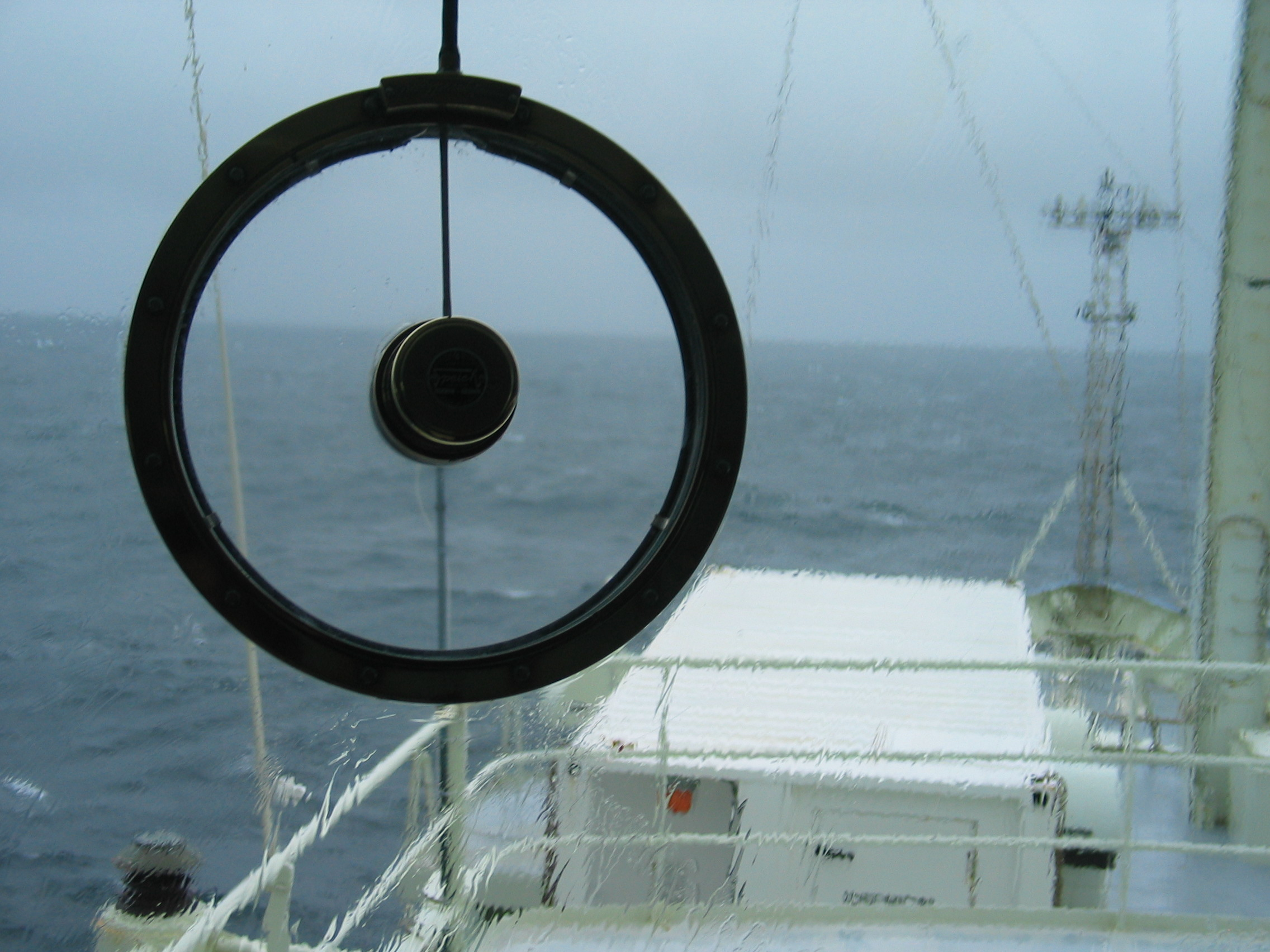
Roterande ruta i vindrutan på båt

Vindrutetorkare, anordning för att svepa bort fukt och smuts från ett transportmedels vindruta som uppfanns i New York 1903 av Mary Anderson. När vindrutetorkaren först presenterades mötte den stort motstånd. Folk tyckte att det var en fullkomligt onödig uppfinning, det var ju mycket bättre att göra som man alltid hade gjort. Började det regna så mycket att sikten blev lidande så plockade man helt enkelt bort vindrutan, la den i bakluckan och körde vidare.
Vindrutetorkare består av en motor, ett kraftöverföringssystem och en eller flera torkararmar med torkarblad. Det kan också finnas ett spolningssystem som sprutar spolarvätska över vindrutan. I Sverige är det lag att fordon tillverkade från 1969 skall ha fungerande vindrutetorkare och -spolare för att få användas i trafik. Tidigare var det även lag på att ha strålkastartorkare/-spolare, men den lagen avskaffades i slutet av 1980-talet.
Nackdelen med torkararmar och torkarblad på båtar är att när havsvattnet dunstar så byggs det på lager av salt på dem. Vissa båtar har därför istället en snabbt roterande glasruta i vindrutan, en så kallad klarsiktsruta.

## Olika typer av torkararrangemang på vägfordon

: Vanligaste typen
: Som föregående fast spegelvänd; Mercedes-Benz W140
: Mercedes-Benz W114, W168, W169; VW Sharan, Honda Civic, vissa MPVer, Peugeot 307, bussar med hel vindruta
: SEAT Altea, SEAT León Mk2, SEAT Toledo Mk3
: VAZ-1111 Oka, 1990 års Citroën Citroen AX
: Subaru XT, Mercedes-Benz W124, W201, W202, W210
: Bussar med delad vindruta
: Vissa lastbilar, MAN, Toyota FJ Cruiser, Jaguar E-type, MGB, MG Midget, Austin Healey Sprite
: Äldre typ, återfinns på vissa veteranlastbilar och -bussar
: Äldre typ, återfinns på vissa veteranlastbilar och -bussar

Denna artikel är helt eller delvis en översättning från engelska wikipedia